# Паліфермін
Паліфермін (кепіванс) — лікарський препарат, що застосовується для лікування орального мукозиту важкого ступеня. Кепіванс призначається хворим з лейкемією, після проходження хімієтерапії та променевої терапії у великих дозах, за умови подальшого збереження гемопоетичних стовбурових клітин.

## Походження
Паліфермін- це рекомбінантний білок, який є кератиноцитарним фактором росту (KGF). KGF стимулює ріст таких клітин, як: шкіра, слизова оболонка рота, шлунка та кишки. Також цей фактор росту допомагає у відновленні шкіри та слизової оболонки кишково-шлункового тракту, стимулюючи ріст та розвиток клітин. Паліфермін, як і власний KGF організму, так само здатен стимулювати ріст та розвиток цих клітин.

## Використання
Кепіванс використовують для зниження частоти, тривалості та важкості орального мукозиту (запалення тканини, що покриває рот, симптоми якої можуть варіюватися від болю і почервонінь до важких виразок). Kepivance застосовують до пацієнтів, у яких може розвинутися важкий оральний мукозит, оскільки вони мають гематологічні злоякісні захворювання (рак крові) і проходять лікування за допомогою мієлоаблятивної терапії (лікування, що руйнує спинний мозок) і аутологічної трансплантації стовбурових клітин (клітини, які виробляють кров, що належить самому пацієнтові).

## Механізм дії
KGF є білком, який націлений на епітеліальні клітини шляхом зв'язування з певними клітинними поверхневих рецепторів таким чином стимулюючи проліферацію, диференціацію та регуляцію цитопротекторних механізмів (наприклад, індукція антиоксидантних ферментів). Ендогенний KGF є епітеліальним клітинним специфічним фактором росту, який виробляється мезенхімальними клітинами й природним чином регулюється у відповідь на пошкодження епітеліальної тканини.

## Спосіб отримання
Кепіванс містить активну форму паліферміну, який біотехнологічно виробляють з використанням бактерії під назвою Кишкова Паличка (лат.назва Escherichia coli).

## Ефективність використання
У рандомізованому плацебо-контрольованому багатоцентровому дослідженні, на підставі якого було прийнято рішення FDA про схвалення препарату Кепіванс (паліфермін), брали участь 212 пацієнтів із гематологічними злоякісними пухлинами, які пройшли мієлоаблативну хімієтерапію і тотальне опромінення всього організму з подальшим збереженням гемопоетичних стовбурових клітин.
За результатами дослідження, медіана тривалості мукозиту 3 і 4 ступенів за шкалою ВООЗ виявилася значно коротшою у групі пацієнтів, які отримували Кепіванс. Скорочення медіани тривалості важкого орального мукозиту відображає також зниження частоти захворювання на важкий мукозит і скорочення тривалості хвороби. Крім того, зареєстровано зниження частоти захворювання мукозитів 4 стадії за ВООЗ і зниження потреби в опіоїдних анальгетиках у період від початку лікування до 28 дня після перенесеної трансплантації.